# 대한민국 민법 제368조
대한민국 민법 제368조는 공동저당과 대가의 배당, 차순위자의 대위에 대한 민법 물권법 조문이다.

## 조문
제368조(공동저당과 대가의 배당, 차순위자의 대위) ① 동일한 채권의 담보로 수개의 부동산에 저당권을 설정한 경우에 그 부동산의 경매대가를 동시에 배당하는 때에는 각부동산의 경매대가에 비례하여 그 채권의 분담을 정한다.
②전항의 저당부동산중 일부의 경매대가를 먼저 배당하는 경우에는 그 대가에서 그 채권전부의 변제를 받을 수 있다. 이 경우에 그 경매한 부동산의 차순위저당권자는 선순위저당권자가 전항의 규정에 의하여 다른 부동산의 경매대가에서 변제를 받을 수 있는 금액의 한도에서 선순위자를 대위하여 저당권을 행사할 수 있다.

第368條(共同抵當과 代價의 配當, 次順位者의 代位) ① 同一한 債權의 擔保로 數個의 不動産에 抵當權을 設定한 境遇에 그 不動産의 競賣代價를 同時에 配當하는 때에는 各不動産의 競賣代價에 比例하여 그 債權의 分擔을 定한다.
②前項의 抵當不動産中 一部의 競賣代價를 먼저 配當하는 境遇에는 그 代價에서 그 債權全部의 辨濟를 받을 수 있다. 이 境遇에 그 競賣한 不動産의 次順位抵當權者는 先順位抵當權者가 前項의 規定에 依하여 다른 不動産의 競賣代價에서 辨濟를 받을 수 있는 金額의 限度에서 先順位者를 代位하여 抵當權을 行使할 수 있다.

## 판례
- 대법원 2020. 4. 9. 선고 2014다51756, 51763 판결

## 참고 문헌
- 吳尙珉. "부동산 담보신탁의 공매절차에서 매각대금 정산 시 민법 제368조가 유추적용되는지 여부." 변호사 46.0 (2014): 180-206.
- 윤경. "판례평석(判例評釋) : 이종물(異種物)간에 공동저당(共同抵當)이 설정(設定)된 경우 민법(民法) 제368조 제2항 후문(後文)의 유추적용(類推適用) 여부(與否)." 법조 52.12 (2003): 169-201.
- 김형석. "민법 제368조에 대한 단상 -이탈리아,오스트리아의 공동저당법리와의 비교-." 서울대학교 법학 51.1 (2010): 191-213.
- 김형석. "공동저당의 실행과 이해관계의 조정 －민법 제368조 재론－." 서울대학교 법학 57.4 (2016): 57-100.
- p395-412, 홍봉주, 민법 제368조의 적용범위 -대법원 2020. 4. 9. 선고 2014다51756, 51763 판결-, 일감법학 제50호, 2021년 12월.

## 같이 보기
- 저당권